# Eriborus terebrator
Eriborus terebrator là một loài tò vò trong họ Ichneumonidae.